# SiTB E 3/3 Nr. 6
Als E 3/3 Nr. 6 wird die Tender-Dampflokomotive bezeichnet, die 1912 von der Sihltalbahn (SiTB) angeschafft wurde.
Sie ist wie die E 3/3 Nr. 3 und 4 und E 3/3 Nr. 5 von den ab 1894 an die NOB gelieferten E 3/3 Rangierlokomotiven abgeleitet, ist aber im Gegensatz zu den älteren Maschinen eine Heissdampf-Lokomotive mit einem Überhitzer.
Die Lokomotive wurde von der Schweizerischen Lokomotiv- und Maschinenfabrik (SLM) in Winterthur bezogen und kostete 41.000 Schweizer Franken, sie war somit deutlich günstiger als die E 3/3 Nr. 5, die 1899 noch 45.700 Schweizer Franken kostete.

## Technisches
Die Lokomotive besass als einzige SiTB-Lokomotive Kolbenschieber mit Innen-Einströmung. Die Ansteuerung erfolgte über einen auf der Gegenkurbel der Triebachse aufgesetzten Exzenter.
Die zweite Achse war der Triebradsatz, während die erste und dritte Achse als Kuppelradsatz ausgeführt waren. Als Steuerung war eine normal lange Walschaerts-Steuerung eingebaut. Sie besass kurze Triebstangen und eine Umsteuerung mit Handrad.
Auf dem Kessel befand sich der Dampfdom mit Sicherheitsventil und der Sanddom. Die beiden Sandrohre führten nur vor die Triebachse und wirkten somit nur in Vorwärtsfahrt gut.
Die Blattfedern waren über dem Umlaufblech angeordnet und stützten sich mit dem Federbund über eine Stange auf dem Achslager ab. Zwischen der ersten und zweiten Feder war ein Ausgleichshebel angebracht.
Als Druckluftbremse war eine Westinghouse-Bremse eingebaut, sie funktionierte sowohl als automatische Bremse für den ganzen Zug, wie als Regulierbremse nur auf die Lokomotive. Es waren 4-klötzige Spindelbremsen eingebaut. Die zweite und dritte Achse waren einseitig gebremst. Die Luftpumpe war seitlich an der Rauchkammer angebracht, der Luftbehälter unter dem Führerstand.
Die Lokomotivpfeife befand sich auf dem Führerstandsdach.

## Betriebliches und Verbleib
Die Lokomotive war vor der Elektrifizierung vor allen Zugarten anzutreffen. Danach wurde sie so gut wie arbeitslos. Da es als ausreichend betrachtet wurde, die Nr. 3–5 als Rangierlokomotive zu behalten, wurde die Nr. 6 1926 an die Uerikon-Bauma-Bahn verkauft. Nach deren Einstellung kam sie 1948 zum Gaswerk Basel, wo sie ihre ehemalige Sihltalbahn-Kollegin – die E 3/3 Nr. 1 – ersetzte. Sie erhielt ebenfalls die Betriebsnummer 1, die 1892 gebaute Vorgängerin wurde noch im selben Jahr verschrottet. Die Nr. 6 ereilte im Jahr 1956 das gleiche Schicksal.